# 张坊

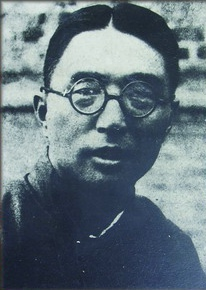
张坊。

张坊（?—?），字孝侯，南京江宁人。民国时期教育家，隶属于基督教会，耶鲁大学博士。1929年-1950年任金陵大学附属中学校长，抗日战争期间带领师生迁往四川万县。

## 生平
家境清贫，11岁就读两江师范学堂附属小学堂，1919年毕业于金陵大学，1922年在教会资助下就读普林斯顿大学、耶鲁大学，获教育硕士、哲学博士。1925年任金陵神学院教授兼沛恩堂牧师，1927年任中华全国基督教协进会干事，1928年受聘金陵大学附属中学校长:39-40。
张坊平时外表严肃、不苟言笑。张坊掌校期间，金大附中通过募捐修建了教师宿舍，名为“八家村”，解决了教师住宿困难。在物价高涨、钱币不断贬值时，购买大米和食油分给教师。学校员工及家属有病无钱就医，由校长签字即可送往鼓楼医院免费诊治。这些做法都大大提高了学校教师的凝聚力和自豪感。1934年，张坊校长又采取募捐方式兴建了全国中学都少有的近千平方米的体育馆。
中共上台初，张坊在运动中受审查。1950年，张坊请假（实为辞职)后，搬出了校园，据说住在城南。